# Р-140
Р-140 «Берёза» / «Высота» — серия стационарных и автомобильных КВ-радиостанций средней мощности, используемых в полковых, фронтовых и армейских радиосетях, а также ВВС и ГА. Одноимённое название носит радиостанция, устанавливаемая на шасси грузовика ЗИЛ-157КЕГЛ или ЗИЛ-131 с кузовом фургоном К66У1-ДП.

## Описание

### Р-140

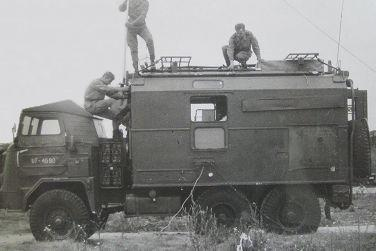
Радиостанция Р-140 на базе польского грузовика Star 660

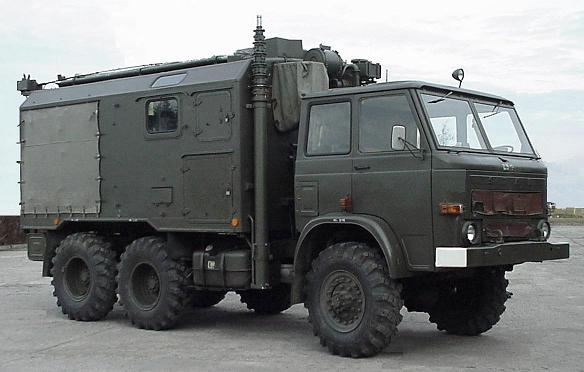
Радиостанция Р-140М на базе польского грузовика Star 266

Радиостанция Р-140 предназначена для обеспечения двухсторонней коротковолновой радиосвязи — без поиска и без подстройки в любом режиме работы — в оперативных звеньях управления (полковых, фронтовых и армейских радиосетях) сухопутных войск, ракетных войск, войск ПВО и ВВС. Позволяет осуществлять радиосвязь на стоянке и в движении, с однотипными и другими однополосными радиостанциями, радиостанциями старого парка, самолётными однополосными радиостанциями в одинаковых режимах работы и на общих участках диапазона. Работает как в системе узлов связи подвижных пунктов управления, так и автономно.
В состав аппаратной машины входит радиопередатчик с комплектом передающих антенн, радиоприёмник Р-155П с коммутатором приемных антенн и БСП, радиоприемник Р-311, телефонный аппарат ТА-57, распределительный щит, радиостанция Р-105М и антенно-фидерные устройства. В некоторых модификациях присутствовали возбудители типа ВО-71Б (Р-140Б, Р-140М, Р-140ДМ-1). К передающим антеннам относятся два симметричных наклонных диполя Д2Х40 и Д2Х11 из двух одинаковых лучей каждый с разной высотой подвеса (по 40 м и по 11 м, на опоре высотой 12 м и 9 м соответственно), V-образная антенна бегущей волны длиной 2Х46 м на опоре высотой 12,1 м, две Т-образные антенны из симметричных диполей (большая Т2Х40 и малая Т2Х11), 10-метровый полутелескопический штырь и 4-метровый обычный штырь (оба на кузове машины). Приёмные антенны — симметричный наклонный диполь 2Х13 м с точкой подвеса на высоте 9 м, V-образная антенна бегущей волны длиной 2Х46 м на опоре высотой 12 м и 4-метровый штырь на 12-метровой мачте. Есть приёмо-передающая двухштыреиая антенна зенитного излучения.
Элементной базой всей серии являлись сначала радиолампы, а позже транзисторы. Размещение аппаратуры велось обычно на шасси грузовиков ЗИЛ-157 КЕГЛ, модификация Р-140Д требовала также прицеп 1-Р-3С с кузовом фургоном КУНГ-2. Питание осуществляется от трёхфазной промышленной сети 220/380 В, частота 50—60 Гц через стабилизатор, также возможно электропитание от автономных источников. В оборудование системы питания входят по одному бензоэлектрическому агрегату типов АБ-4-Т/230 и АБ-1-0/230, система отбора мощности, автомат включения и защиты сети, стабилизатор напряжения, распределительные щит и коробка, выпрямительные устройства и аккумуляторные батареи.

### Р-140М
Радиостанция Р-140М «Высота» классифицируется как автомобильная наземная приёмопередающая КВ-радиостанция средней мощности фронтовых и армейских радиосетей. Предназначена для обеспечения беспоисковой и бесподстроечной, открытой и закрытой, телефонной и телеграфной радиосвязи с наземными пунктами управления и с экипажами самолетов.
В состав радиостанции входят радиоприёмники Р-155П «Рябина» и Р-326М, радиостанция Р-105М и возбудитель ВО-71Б, обеспечивающий серию дополнительных режимов (но приёмное устройство эти режимы не обеспечивает). Размещается на шасси ЗИЛ-131 с кузовом-фургоном типа К1-131. Питание осуществляется от трёхфазной сети 220/380 В, мощность 5 кВт.

## Общие характеристики

### Физические
- Температура работы:[1]
  - В кузове — от −10°С до +48 — +52°С (относительная влажность — от 65 до 68 %)
  - При максимальной относительной влажности 98 % — до +32°С
- Шасси: ЗИЛ-131, ЗИЛ-157, ГАЗ-49, ГАЗ-66 (БТР-60П)[1]
- Требуемая площадь для полного развёртывания: 150 х 100 м[2]
- Время развёртывания:[2]
  - Штыри антенны зенитного излучения для работы на ходу — от 5 до 10 мин
  - Телефонная работа в режиме ВБ — 20 мин
  - НБ 70 % и телеграфная слуховая работа (АТ) — 20 мин
  - Остальные виды при развёрнутой антенной сети — до 1 ч
  - Полное развёртывание натренированной командой (4 человека) в летних условиях — 2,5 ч

### Технические
- Настройка частот:[1]
  - Диапазон — от 1,5 до 30 МГц
  - Шаг перестройки — 100 Гц (дискретная сетка частот)
  - Метод установки частоты — декадный (с контролем установки частоты на цифровом табло, по положению ручек установки частоты)
  - Время автоматической перестройки с одной частоты на другую при переходе на одну из 10 заранее подготовленных волн — 30 секунд
  - Стабильность частоты — опорные кварцевые генераторы
- Вид работы:[1]
  - Р-140 — АТ, АМ, ОМ, ЧМ, ЧТ, ДЧТ
  - Дополнительные режимы Р-140М — ЧТ-200, ЧТ-400, ЧТ-800, ЧТ-1000, ЧТ-6000; ДЧТ-200, ДЧТ-400, ДЧТ-500, ДЧТ-800, ДЧТ-1000[1]
- Мощность передатчика:[1][2]
  - Однополосный канальный режим, 3%-й уровень несущей частоты, однотоновый модулирующий сигнал — от 1000 Вт
  - Конец IV поддиапазона (14,8 — 16 МГц) — от 850 Вт
  - Конец V поддиапазона (28,8 — 30 МГц) — от 850 Вт
- Дальность связи:[1]
  - При телеграфной слуховой работе (с однотипными наземными радиостанциями) — до 2000 км
  - На стоянке при работе буквопечатанием или однополосным одноканальным телефоном (с однотипными наземными радиостанциями) — от 1000 до 1500 км
  - На ходу с использованием антенны зенитного излучения (с однотипными наземными радиостанциями) — до 300 км
  - На ходу с использованием штыревой антенны (с однотипными наземными радиостанциями) — 70 км
  - При работе на стоянке с однополосными самолетными радиостанциями при сдвоенном приеме — 2500 км
  - Все показания значительно меньше при двухканальной однополосной работе
- Чувствительность радиоприёмника:[1]
  - Частота от 1,5 до 5 МГц:
    - ТЛГ-У — 0,6 мкВ
    - ТЛГ-Ш — 1,3 мкВ
    - ТЛФ-ДП — 12 мкВ

  - Частота от 5 до 20 МГц:
    - ТЛГ-У — 0,5 мкВ
    - ТЛГ-Ш — 1,1 мкВ
    - ТЛФ-ДП — 10 мкВ

  - Частота от 20 до 30 МГц:
    - ТЛГ-У — 0,3 мкВ
    - ТЛГ-Ш — 0,6 мкВ
    - ТЛФ-ДП — 5,5 мкВ
- Коэффициент нелинейных искажений:[1][2]
  - В целом — 5 %
  - Конец IV поддиапазона (14,8 — 16 МГц) — 8 %
  - Конец V поддиапазона (28,8 — 30 МГц) — 8 %
- Неравномерность частотной характеристики на частоте 300-3400 Гц: до 7,5 дБ[2]

## Некоторые иные варианты[1]
- Р-140-0,5 («Соболь-ОП» / «Арбалет-250К-0,2»): на шасси автомобиля повышенной проходимости ГАЗ-66 с кузовом-фургоном КФ-1МП / К66Н
- Р-140-0,5Д: применялась в полковых радиосетях ВДВ СССР
- Р-140Б («Берёза-Б»): бронебаза, на шасси ГАЗ-49 (БТР-60П)
- Р-140БМ («Высота-БМ»): бронебаза, на шасси ГАЗ-49 (БТР-60П)
- Р-140ДМ («Высота»): с ВПУ «Высота-Д»
- Р-140ДМ-1: КВ-радиостанция с ВПУ «Высота-МД», дистанционное управление с выносного поста связи ВПС, в комплекте — радиорелейная станция Р-405МПТ-1 «Береза». Обеспечивает радиосвязь с однотипными и другими однополосными радиостанциями, радиостанциями старого парка, самолётными однополосными радиостанциями в одинаковых режимах работы и на общих участках диапазона. В составе есть возбудитель ВО-71, возможна установка радиоприёмника Р-873, Брусника-ДА1, Рябина-М или Р-155П.
- Р-140М-1 («Высота-М»): для зондирования ионосферы, на шасси ЗИЛ-131
- Р-140М-2 («Высота-М2»): фронтовые и армейские радиосети, на шасси ЗИЛ-131 с кузовом-фургоном КУНГ-1
- Р-140Н («Полоса-Н»): радиосети гражданской авиации, на шасси ЗИЛ-157
- Р-140C («Берёза-С»): фронтовые и армейские радиосети
- ,  R-140X: на вооружении Венгерской народной армии, Чехословацкой народной армии, на шасси ЗИЛ-131
- R-140Z1: на шасси Star 660, на вооружении Народного Войска Польского
- R-140M: на шасси Star 266, на вооружении Народного Войска Польского с 1979 года
- R-140J: на шасси тягача T-217 или T-219, на вооружении Народного Войска Польского с 1976 года